# 240-es busz (Budapest)
A budapesti 240-es jelzésű autóbusz a Móricz Zsigmond körtér és a Budaörsi lakótelep között közlekedik. A vonalon a budapesti bérletek a Felsőhatár utca megállóig érvényesek. A viszonylatot a MÁV Személyszállítási Zrt. üzemelteti.
Tanítási időszakban munkanapokon 6:30–9:00, illetve 14:00–18:30 között minden ajtó felszállásra igénybe vehető.

## Járművek
A járat az új paraméterkönyv bevezetésétől kezdve (2008. augusztus 21.) közlekedett 240-es jelzéssel. A  viszonylaton szombaton 8 db Ikarus 415-ös és 5 db Ikarus 412-es, munkaszüneti napokon 6 db Ikarus 415-ös és 5 db Ikarus 412-es autóbusz járt. A járművek mindegyikét a BKV Kelenföldi garázsa állította ki.
Jelenleg a Volánbusz MAN Lion’s City autóbuszai járnak a vonalon.
2021 szeptembere óta az új Mercedes-Benz eCitaro buszok is közlekednek a vonalon.

## Története
2008. augusztus 21-étől a 40-es busz hétvégi menetei 240-es jelzéssel közlekedtek a Móricz Zsigmond körtér és a Budaörsi lakótelep között, a Gimnázium és a Patkó utca érintésével. 2009. augusztus 22-étől Budaörs felé módosított útvonalon, a Villányi út – BAH-csomópont – Budaörsi út helyett a 240E-hez hasonlóan, a Nagyszőlős utcán át érte el a Budaörsi utat. Az M4-es metró 2014-es átadásához kapcsolódóan átalakult a felszíni járatok közlekedése, emiatt a 240-es busz március 23-án megszűnt, helyette a gyorsjárat közlekedett minden nap. 2015. augusztus 31-étől a 240E a továbbiakban 240-es jelzéssel közlekedik, valamint a Móricz Zsigmond körtér felé betér a Villányi útra is. 2018. március 1-jétől Budapest felé megáll a Fehérló utcánál is.

## Útvonala
| Budaörsi lakótelep felé |
| Móricz Zsigmond körtér M vá. – Villányi út – Fadrusz utca – Bartók Béla út – Bocskai út – Nagyszőlős utca – Ajnácskő utca – Budaörsi út – Budaörs, Budapesti út – Szabadság út – Szivárvány utca – Budaörsi lakótelep vá. |
| Móricz Zsigmond körtér felé |
| Budaörsi lakótelep vá. – Szivárvány utca – Szabadság út – Budapesti út – Budaörsi út – aluljáró – Lapu utca – autópálya-bevezető – Budaörsi út – Villányi út – Móricz Zsigmond körtér M vá.                               |

## Megállóhelyei
| 0                                     | Móricz Zsigmond körtér M végállomás | 28 | 7, 27, 33, 33A, 58, 114, 213, 214 6, 17, 19, 41, 47, 48, 49, 56, 56A, 61 |
| 2                                     | Kosztolányi Dezső tér               | ∫  | 7, 53, 58, 114, 150, 150B, 153, 154, 212, 212A, 212B, 213, 214 19, 49 |
| ∫                                     | Budaörsi út / Villányi út           | 24 | 212, 212A, 212B 17, 61 |
| ∫                                     | Fehérló utca                        | 21 | 108E, 139, 140, 140A |
| 7                                     | Sasadi út                           | 18 | 8E, 40, 40B, 40E, 53, 87, 87A, 88, 88A, 108E, 139, 140, 140A, 150, 150B, 153, 154, 172, 173, 187, 188, 188E, 272 764 1172, 1173, 1174, 1175, 1176, 1177, 1183, 1184, 1185, 1188, 1189, 1190, 1193, 1194, 1201, 1205, 1212, 1215, 1216, 1229, 1251, 1253, 1254, 1257, 1268 |
| 10                                    | Gazdagréti út                       | 16 | 8E, 40, 40B, 87, 87A, 88, 88A, 108E, 139, 140, 140A, 153, 154, 188 |
| 12                                    | Madárhegy                           | 14 | 40, 40B, 88, 88A, 140, 140A, 188 |
| 13                                    | Rupphegyi út                        | 13 | 40, 40B, 88, 88A, 140, 140A, 188 |
| 14                                    | Felsőhatár utca                     | 12 | 40, 40B, 88, 88A, 140, 140A, 188, 289 767 |
| Budapest–Budaörs közigazgatási határa |                                     |    | |
| 15                                    | Tulipán utca                        | 11 | 40, 40B, 88, 88A, 140, 140A, 188, 289 |
| 16                                    | Aradi utca                          | 10 | 40, 40B, 88, 88A, 140, 140A, 188, 289 |
| 17                                    | Templom tér                         | 8  | 40, 40B, 88, 88A, 140, 140A, 188, 288, 289 767 |
| 18                                    | Károly király utca                  | 7  | 40, 40B, 40E, 88, 88A, 140, 140A, 188, 287 |
| 19                                    | Kisfaludy utca                      | 6  | 40, 40B, 40E, 88, 88A, 140, 140A, 188, 287, 288, 289 |
| 20                                    | Kötő utca                           | 5  | 40, 40B, 40E, 88, 88A, 140, 140A, 188, 287 |
| 21                                    | Budaörs, városháza                  | 4  | 40, 40B, 40E, 88, 88A, 140, 140A, 188, 287 756, 767 |
| 23                                    | Gimnázium                           | 2  | 40, 40E, 88, 88A, 140, 140A, 188, 188E, 287 755, 756, 767 |
| 24                                    | Patkó utca                          | 1  | 40, 40E, 140, 140A, 287, 289 |
| 25                                    | Budaörsi lakótelep végállomás       | 0  | 40, 40B, 40E, 140, 140A, 140B, 287, 288, 289 755 |